# 安迪·貝蒂
安德魯·"安迪"·貝蒂（英語：Andrew "Andy" Beattie，1913年8月11日—1983年9月20日）是一位蘇格蘭職業足球員及主教練，他是首任蘇格蘭足球代表隊主教練。

## 球員時代
貝蒂在阿伯丁郡金托爾出生，年輕時受僱因弗魯里機車廠任職採石工人，不久後加入因弗魯里機車廠足球俱樂部，展示出他在邊後衛位置上踢球的能力，吸引了甲組聯賽俱樂部普雷斯頓的注意，普雷斯頓在1935年3月以135英鎊收購了他，但第二次世界大戰的爆發阻礙了他的職業發展，他只為「純白」上陣125次，打進了五球。1947年，他在其唯一效力的職業足球俱樂部退役。
戰爭也縮減了他在國家隊的上場次數，他在1937年4月至1938年12月錄得7次代表蘇格蘭上陣的紀錄。雖然他要在海外服役，但他在戰時仍有5次非官方的國家隊上陣紀錄，並為多家俱樂部客串上陣。他在1940年至1941年幫助普雷斯頓奪得北部地區聯賽及戰時聯賽杯的雙料冠軍，他們在聯賽杯先以1-1戰平，繼而以2-1擊敗了。

## 主教練時代

### 巴羅
戰後，貝蒂在1947年結束了在普雷斯頓的球員生涯，他接受了當時處於丙級北部聯賽中游的巴羅的邀請擔任秘書主帥。巴羅長期以來一直都是「陪跑份子」，俱樂部在加入英格蘭足球聯賽25年以來五度被迫進行重選，但貝蒂的到來改變了這種情況。他們在1946年至1947年賽季以第9名完成賽季，貝蒂要求球員們在賽季開始一個月前報到參加新一季的季前集訓，在當地制造了轟動。他所培養的球隊氣氛帶來了豐厚的回報，他們在節禮日以2-1擊敗了夏利法斯，使巴羅有史以來第一次置身於榜首。
貝蒂帶領的巴羅以令人信服的第7名完成了賽季，他們在足總杯也取得了一些成就，他們在第一圈以3-2戰勝了德比戰的對手卡素爾，這場比賽的入場人數達到破紀錄的14,081人，接著他們在第二圈以1-0力克非聯賽球隊朗科恩，在第三圈遭遇。44,336人湧進了史丹福橋球場見證巴羅以0-5大敗，入場人數是巴羅的新高，而在耶穌受難日以1-1戰平是球隊的第三高入場人數紀錄，並且是聯賽主場比賽的最高紀錄，達到11,664人。
在1948年至1949年球季開始的兩個星期前，由於與俱樂部主席發生爭執，貝蒂向俱樂部請辭。董事會並不接納貝蒂的請辭，俱樂部主席及董事辭職，貝蒂得以繼續執教，但球隊的成績及入數人數已下滑。

### 史托港
1949年3月末，貝蒂離開了麻煩不斷的「藍鳥」，轉到同樣是丙級北部聯賽的史托港執教，這支中游球隊在貝蒂的領導下在1951年至1952年球季挑戰升級，頂級聯賽球隊哈特斯菲爾德在這時對他發出了邀請。

### 哈特斯菲爾德
哈特斯菲爾德向貝蒂提供了一份薪水約為2,500英鎊的合同，他的努力也阻止不到球隊的成績下滑，令哈特斯菲爾德有史以來第一次降級至乙級聯賽。貝蒂在辦公室的牆上釘上了兩個馬蹄鐵吉祥物，這位英格蘭足球聯賽最年輕的主教練之一已經開始謀劃球隊的前景。他在夏季的時候簽下了三個重要的球員，包括曾經在他麾下踢球的史托港邊後衛朗·史坦尼佛及可擔當不同位置的湯美·卡雲拿治，內鋒占美·屈臣的到來也補強了鋒線。
在貝蒂的領導下，哈特斯菲爾德在乙組聯賽的表現強勁，他們與在1952至1953年賽季一起拋離了其他球隊，最終錫菲聯以兩分之差力壓哈特斯菲爾德奪冠，這兩支約克郡球隊都獲得了升級資格。在這個過程中，哈特斯菲爾德曾經以8-2大勝愛華頓、6-0大勝班士利及5-0挫林肯城及修咸頓。防守球員積·韋勒、朗·史坦尼佛、羅利·凱利、比爾·麥加利、當·麥伊維、倫·奎斯特及邊鋒域·麥卡菲打滿了全季，取得30個進球的中鋒占美·格拉扎德僅錯過了一場比賽，哈特斯菲爾德馬上便重返頂級聯賽。
雖然重返甲級聯賽的哈特斯菲爾德受到傷患困擾，但他們仍向上衝擊更高的名次，最終以第3名完成賽季，僅以2分及6分之差排在第2名的及冠軍球隊狼隊之後，這是哈特斯菲爾德在第二次世界大戰後在英格蘭足球聯賽的最高名次，接著他們的成績便開始下滑。哈特斯菲爾德在1954年至1955年球季打進了足總杯八強，但他們的聯賽排名卻滑落至第12名，貝蒂在8月一度請辭，但被挽留下來。哈特斯菲爾德請來了輔助貝蒂，他們在早年是普雷斯頓的隊友，但他們仍瀕臨降級。
哈特斯菲爾德劣勢不止，隊中未來的英格蘭邊後衛雷·韋遜諷刺地被轉讓到三年前與他們一起升級的錫菲聯。貝蒂深感自己已盡力，遂於1956年11月辭職，辛奇利接替了他的工作。貝蒂在普雷斯頓彭沃瑟姆轉職為候補郵政局局長，他可以有更多的時間陪伴妻兒。

### 復出
不過，貝蒂對足球仍念念不忘，他在1958年5月復出執教卡素爾，到1960年轉而執教頂級聯賽球隊諾定咸森林。
1963年，貝蒂接受普利茅夫的邀請出任主教練，他在1963年至1964年球季幫助球隊成功在乙級聯賽保級。
貝蒂在1964年11月獲狼隊委任為看守領隊，取代了（Stan Cullis）的職務。當時球隊在積分榜上以3分墊底，貝蒂無法阻止這個勢頭，球隊在頂級聯賽經歷了23個球季後降至乙級聯賽。他在新賽季依然是球隊的領隊，但在9場比賽過後於1965年9月辭職，他領軍的最後一場比賽以3-9大敗。
貝蒂後來為做了一些球探的工作，接著在1965年12月獲諾士郡聘請為「顧問」，他在1967年3月轉任諾士郡的領隊，直至1967年10月以助理教練的身份加入由（John Harris）執教的錫菲聯，他在退休前曾經在及利物浦擔當教練和球探。

### 蘇格蘭
貝蒂在1954年2月成為了蘇格蘭的首位領隊。蘇格蘭在瑞士主辦的1954年世界盃首次打進該項賽事，他們只有13位球員參與比賽，令他陷入了困局，他在中途辭職。後來，他們以0-7大敗予烏拉圭出局。
他在1959年3月再次出任蘇格蘭領隊，他在1960年11月因轉任諾定咸森林而離職。

## 逝世
貝蒂在1983年9月逝世，享年70歲。

## 註腳
1. ↑  Cox, Russell & Vamplew 2002，第281頁
2. ↑  （英文）. scotlandfootballstats.   [2012-06-30].[永久]
3. ↑  Cox, Russell & Vamplew 2002，第228頁
4. ↑  （英文）. 11v11 match report.   [2012-07-01].
5. ↑  （英文）. doingthe92.   [2012-07-01]. （原始内容存档于2016-03-04）.
6. ↑  （英文）Dougie Thomson. . Huddersfield Daily Examiner.   [2012-07-03].
7. ↑  （英文）. This Is Anfield.   [2012-07-03]. （原始内容存档于2021-01-17）.
8. ↑  （英文）.   [2012-07-03]. （原始内容存档于2020-11-28）.
9. ↑  （英文）. Soccer Base.   [2012-07-03]. （原始内容存档于2016-03-15）.
10. ↑  （英文）. Nottingham Forest.   [2012-07-03]. （原始内容存档于2012-04-26）.
11. ↑  （英文）. Greens on Screen.   [2012-07-03]. （原始内容存档于2016-03-04）.
12. ↑  （英文）. wolves-stats.   [2012-07-03].[永久]
13. ↑  Lennox 2009，第66頁